# 夕陽に向って走れ
『夕陽に向って走れ』（ゆうひにむかってはしれ、原題：Tell Them Willie Boy Is Here）は1969年のアメリカ合衆国の映画。1909年に起きた事件の実話をもとにした作品。主演はロバート・レッドフォード、キャサリン・ロス、ロバート・ブレイク。

## ストーリー
1909年のカリフォルニア。先住民の青年ウィリー・ボーイ(ロバート・ブレイク)は、恋人ローラ(キャサリン・ロス)との結婚を彼女の父親に反対され、口論の末に父親を誤って殺してしまった。山に逃げ込むウィリーとローラ。
追跡隊を組織する保安官クーパー(ロバート・レッドフォード)。しかしクーパー自身は、遊説中の大統領警護のために、途中で隊を離れ、町ヘ向かう必要があった。
ウィリーに追いつき、銃撃戦となる追跡隊。白人の男を射殺するウィリー。この騒動は、たちまち尾ひれが付いて広まり、大統領を取材中の記者たちは、「政府転覆を狙う先住民の集団」と騒ぎ立てた。
追跡隊から離れたことを悔やむクーパー。ウィリーが潜む山に戻ったクーパーは、途中でローラの死体を見つけた。自殺かウィリーの仕業かは不明だが、ローラは一発の銃弾で絶命していた。一人で山の岩場へ向かい、ウィリーを追い詰めるクーパー。ウィリーは弾の尽きたライフルをクーパーに向け、射殺された。

## キャスト
※括弧内は日本語吹替（初回放送 1974年10月27日『日曜洋画劇場』）
- クリストファー・クーパー：ロバート・レッドフォード（野沢那智）
- ローラ：キャサリン・ロス（藤田淑子）
- ウィリー・ボーイ：ロバート・ブレイク（堀勝之祐）
- エリザベス・アーノルド：スーザン・クラーク（小沢紗季子）
- レイ・カルヴァート：バリー・サリヴァン
- ジョージ・ハッカー：ジョン・ヴァーノン
- ベンビー判事：チャールズ・エイドマン
- ウィルソン保安官：チャールズ・マックグロー
- ジョニー：シェリー・ノヴァク（英語版）
- チャーリー：ロバート・リプトン
- デクスター：ロイド・ガフ（英語版）
- トム：ネッド・ロメロ（英語版）

## スタッフ
- 監督・脚本：エイブラハム・ポロンスキー
- 製作：フィリップ・A・ワックスマン、ジェニングス・ラング
- 原作：ハリー・ロートン
- 撮影：コンラッド・L・ホール
- 美術：ヘンリー・バムステッド、アレクサンダー・ゴリツェン
- 衣装デザイン：イーディス・ヘッド
- 編集：メルヴィン・シャピロ
- 音楽：デイヴ・グルーシン
- 舞台装置：ルビー・レヴィット、ジョン・マッカーシー・ジュニア